# Łuk muzyczny
Łuk muzyczny – „prachordofon szyjkowy”, instrument muzyczny przypominający kształtem łuk myśliwski, zaopatrzony w jedną lub więcej strun, czasami w pętlę do strojenia, i często w rezonator – przytwierdzone na stałe lub swobodnie dołączane naczynie, którego rolą jest wzmacnianie natężenia dźwięku. Łuk muzyczny znany był w czasach prehistorycznych i wykorzystywany jest wśród niektórych ludów prymitywnych współcześnie. Przez badaczy uznawany jest – razem z harfą jamową i cytrą jamową – za prototyp instrumentów strunowych – m.in. harfy.

## Budowa
Struna lub struny łuku muzycznego napięte są na elastycznym, zakrzywionym pręcie nazywanym łęczyskiem lub drzewcem, którego długość wynosi od 0,5 do 3, 3,5 metrów. Wykonany jest on zazwyczaj z jednego kawałka drzewa, trzciny lub bambusa; niekiedy z kilku odcinków.
Struny mogą być wyodrębnione z łęczyska przez odłupanie zewnętrznego pasma wzdłuż włókien, lub są wykonane z innego materiału – rattanu, włókna roślinnego, ścięgien, skręconej sierści lub drutu. Łuki muzyczne z pierwszym typem strun nazywa się idiochordalnymi (jednomateriałowymi), pozostałe – heterochordalnymi (wielomateriałowymi).
Rezonator może być przytwierdzony do łęczyska lub stanowić osobny przyrząd; rezonatorem może być również jama ustna muzyka. Rezonatorem stałym jest zazwyczaj owoc tykwy z odciętym wierzchem; dołączanym – tykwa, drewniane naczynie (miska, garnek), bukłak z suchej skóry, kosz, puszka itp. W niektórych zastosowaniach rolę rezonatora pełni pęcherz zwierzęcy umieszczony między drzewce a strunę.
Niektóre łuki muzyczne przewiązane są w poprzek łęczyska i struny pętlą z łyka, włókna lub nici. W ten sposób struna podzielona jest na dwa odcinki, wydające podczas gry dźwięki o różnej wysokości.

## Technika gry

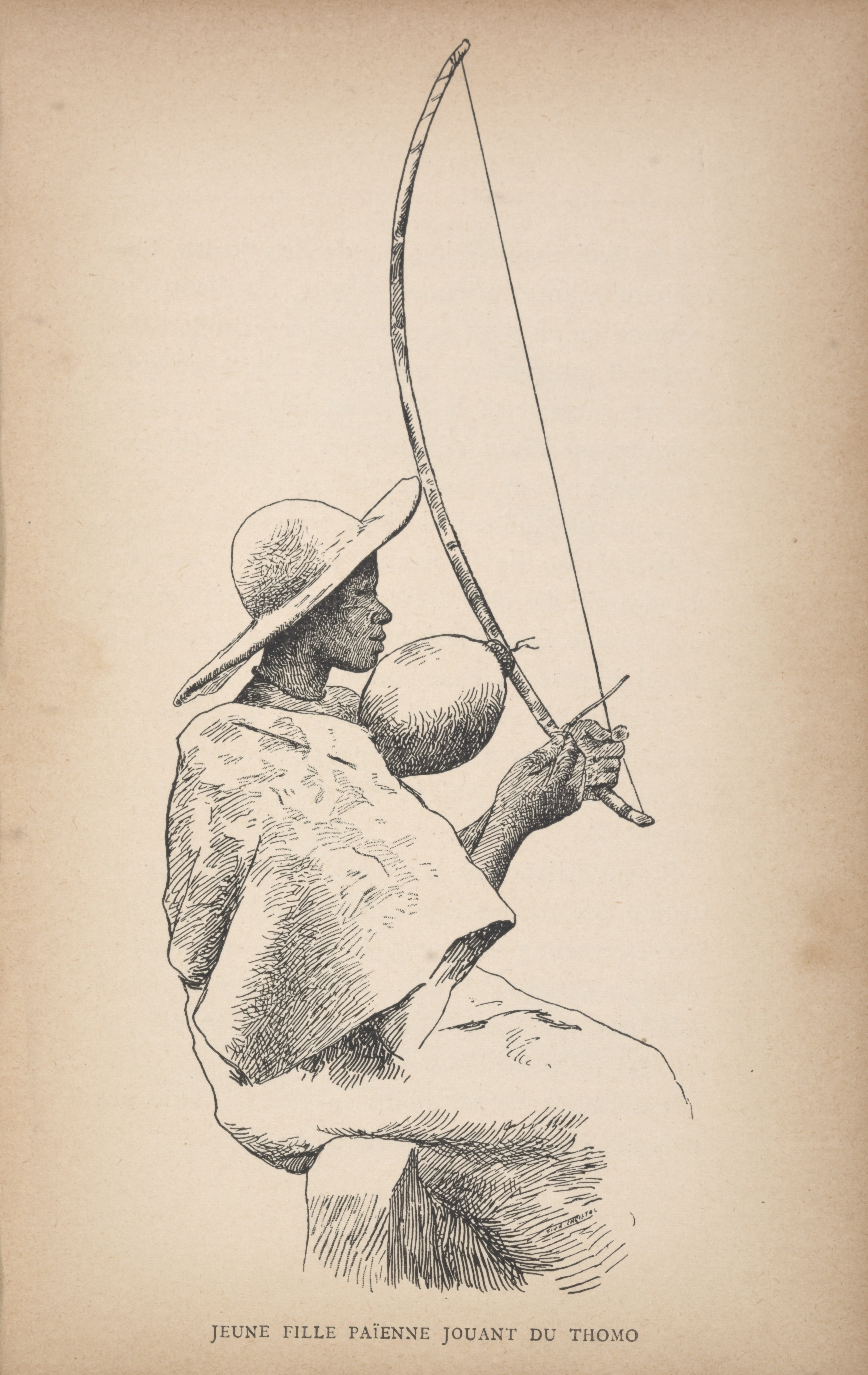
Muzyk Soto grający na łuku muzycznym uhadi

Struny łuku muzycznego można szarpać palcami, pocierać cięciwą innego łuku lub uderzać drewnianym bądź metalowym prętem. Strunę skraca się palcem, naparstkiem, patykiem lub krawędzią monety. Rezonator, który nie jest trwale zamocowany do drzewca, podczas gry kładziony jest na podłożu; trzymany pionowo łuk opierany jest wówczas dolnym końcem łęczyska o korpus rezonatora – w ten sposób drgania przenoszone są z drzewca na rezonator, który wzmacnia natężenie dźwięku. Niektóre typy takich instrumentów obsługiwane są przez dwóch muzyków: jeden wybija rytm na rezonatorze, drugi – na strunie. Rezonatory zintegrowane przyciska się czasami otwartą stroną do piersi lub brzucha, w celu wzmocnienia rezonansu. Jedna z technik gry na mniejszych łukach muzycznych polega na trzymaniu struny w ustach, opierając łęczysko o zęby. Można w ten sposób wzmacniać składowe harmoniczne w podobny sposób, jak przy grze na drumli.

## Historia
Hipotezy dotyczące genezy łuku muzycznego są podzielone: niektórzy badacze uważają, że pochodzi od łuku myśliwskiego, inni – że powstał niezależnie od niego. Używany był do wprowadzenia intymnego nastroju i przy medytacji; nie był związany z wierzeniami i obrzędami. Hinduska legenda przypisuje wynalezienie łuku muzycznego bogowi Śiwie, japońska – bogini Amaterasu. Jeden z greckich mitów podaje, że Apollo wynalazł lirę zainspirowany brzdękaniem cięciwy łuku jego siostry – Artemidy.
Współcześnie występuje m.in. na wyspach Madagaskar, Nowa Brytania, Nowa Gwinea, Nggela i Pentecost, wśród afrykańskich ludów Zulu, Angola, Damara, Khoikhoi, Matabele i plemion zamieszkujących tereny Mozambiku oraz region Wielkich Jezior Afrykańskich, wśród plemion Amazonii, rejonu jeziora Tule oraz Indian Pueblo.
Najwięcej nagrań afrykańskich łuków muzycznych znajduje się w zbiorach Międzynarodowej Biblioteki Muzyki Afrykańskiej w Makhandzie.
Na terenach Polski występuje współcześnie na Zamojszczyźnie oraz w Beskidach Zachodnich. Ma rezonator wykonany ze zwierzęcego pęcherza wciśnięty między jedną strunę a mocno zagięte łęczysko; porównywany jest do prymitywnych basów. Podobny instrument z okolic Malborka opisał w 1889 Józef Łęgowski: „Bierze się pręt dębowy półtora metra długi i ściąga u obu końców przywiązaną włosianą struną. Pomiędzy strunę i pręt wciska się mocny, nadęty pęcherz i trze po strunie także improwizowanym smyczkiem”. Na Litwie i Łotwie wykonany jest z zagiętej listwy, ma trzy, poprowadzone równolegle i równej długości struny, oraz podobny do zamojskiego rezonator. Na Morawach podobny instrument wyposażony dodatkowo w blaszaną puszkę lub drewniane pudło znany jest pod nazwą ozembouch lub vozembouch.